# Cremia
Cremia é uma comuna italiana da região da Lombardia, província de Como, com cerca de 718 habitantes (31 de dezembro de 2010). Estende-se por uma área de 10 km², tendo uma densidade populacional de 70,39 hab/km². Faz fronteira com Dervio (LC), Garzeno, Pianello del Lario, Plesio, Santa Maria Rezzonico.

## Demografia
| Variação demográfica do município entre 1861 e 2011                               |
|                                                                                   |
| Fonte: Istituto Nazionale di Statistica (ISTAT) - Elaboração gráfica da Wikipedia |